# Mezinárodní letiště Carriel Sur
Mezinárodní letiště Carriel Sur (španělsky Aeropuerto Internacional Carriel Sur; IATA: CCP, ICAO: SCIE), je mezinárodní letiště v Concepciónu, Chile. Slouží i vnitrostátním letům. Leží přibližně 8 km od středu Concepciónu, na pozemku o velikosti přibližně 8000 m², fungovat začalo v roce 1968.

## Aerolinky a destinace
Na letišti operují 3 letecké společnosti, z toho dvě nízkonákladové. Zcela dominující mezi lety je spojení s chilským hlavním městem – linka Santiago-Concepción přepravuje přibližně 60 % všech cestujících využívajících letiště. Následující přehled je aktuální k prosinci 2024:
- LATAM Airlines Group
  - Santiago de Chile / Mezinárodní letiště Comodora Artura Merino Beníteze
  - Iquique
  - Calama
  - Antofagasta
  - Puerto Montt

- Sky Airline
  - Santiago de Chile / Mezinárodní letiště Comodora Artura Merino Beníteze
  - Temuco/ Letiště Maquehue
  - Puerto Montt / Mezinárodní letiště El Tepual

- JetSmart Chile
  - Santiago de Chile / Mezinárodní letiště Comodora Artura Merino Beníteze
  - Antofagasta
  - Arica
  - Balmaceda
  - Calama
  - Iquique
  - La Serena
  - Puerto Montt
  - Punta Arenas